# Bionika
A bionika (ami a szakirodalomban biomimikri, biomimetika vagy biomimézis néven is ismert) olyan új, több szaktudományt átfogó tudományág, amelynek célja az élő természetben kifejlődött megoldások átültetése a műszaki gyakorlatba, abból a megfontolásból is kiindulva, hogy a természetben fennálló természetes kiválasztódás az optimális megoldásokat jelenti egy-egy problémára. A biomimikri vagy biomimetika kifejezést inkább a műszaki tudományokban használják, hogy megkülönböztessék a bionikától, ami inkább az orvosi szaknyelvben terjedt el. A bionika művelésében természettudósok, mérnökök és más tudományágak képviselői (pl. építészek, formatervezők) is együttműködnek.

## Történet
Az angol bionics szót nyilvánosan először Jack E. Steele amerikai repülőmérnök használta 1960-ban egy tudományos konferencián tartott előadásában, amit a görög biosz (βίος, jelentése: természet) és a technika (angolul: technics) szavak összevonásából származtatott.

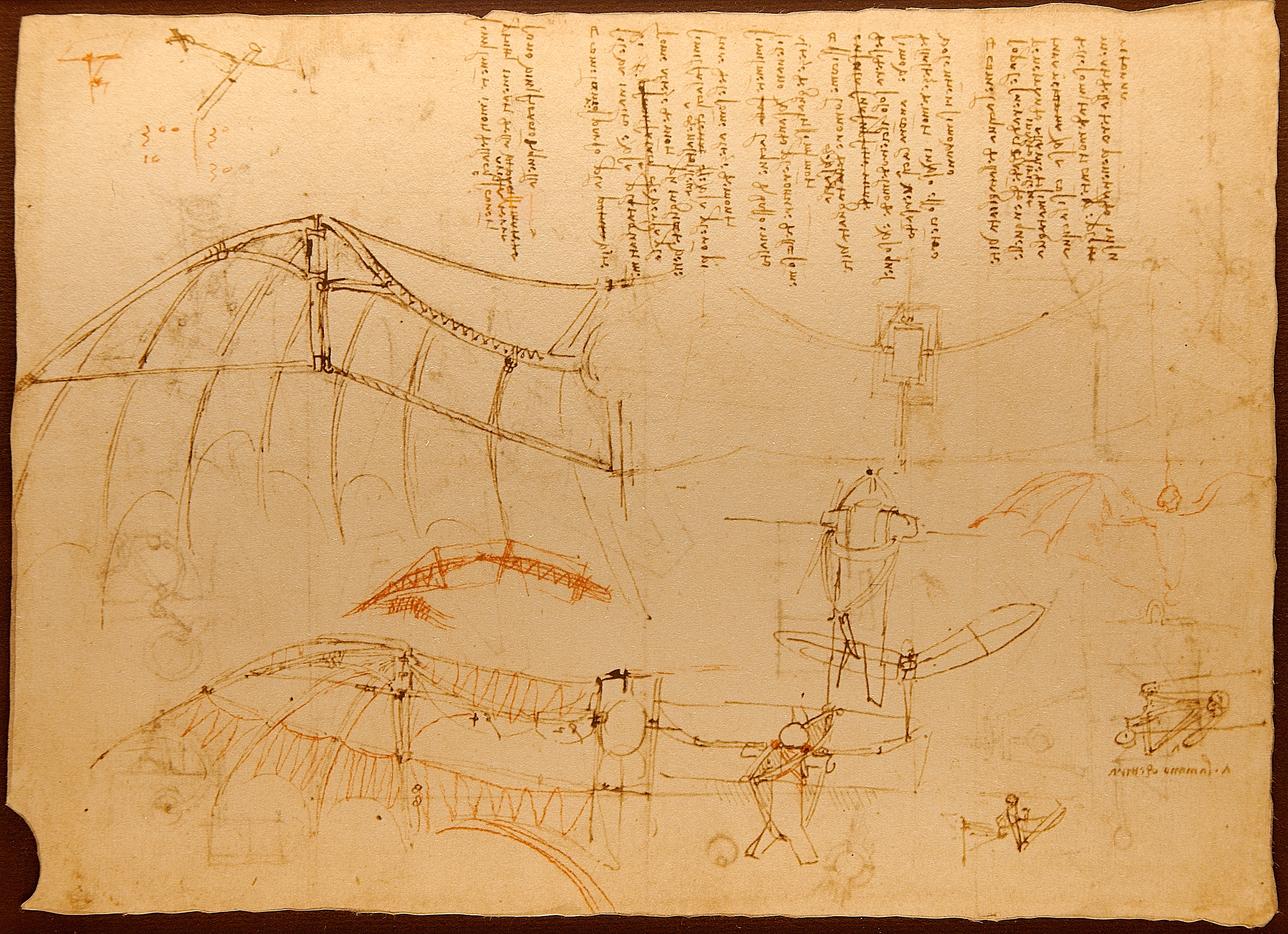
Leonardo da Vinci vázlata egy szárny felépítéséről

Bár új keletű kifejezésről van szó, de arra, hogy az ember a természetből ellesett megoldásokat megpróbálja mesterségesen, saját hasznára előállítani, már sokkal korábbi példákat is látunk. A görög mitológia szerint Ikarosz a karjára erősített, madártollakból összeállított szárnyakkal próbált meg repülni. Leonardo da Vinci is úgy képzelte el, hogy az ember a madarakéhoz hasonló szárnyak felszerelésével tudna repülni, de rajta kívül mások is – részben még őelőtte is – hasonló elképzeléseket vetettek papírra ill. próbáltak megvalósítani. A későbbi korokból is vannak példák. Az 1889-ben Párizsban rendezett világkiállításon mutatta be Hilaire de Chardonnet azt a szálképző rózsát, amelyet az általa feltalált nitrát műselyem gyártásához készített és aminek mintájául a selyemhernyó szálképzése szolgált. Ismert példa a 20. századból a tépőzár is, amelynek előképe a bogáncs volt.

## A bionika ma
A bionika mint tudományág a 20. század második fele óta rohamosan fejlődik és mára már többféle alágra tagozódik:
- Antropobionika – Az emberek mozgásának tanulmányozása, annak érdekében, hogy például számukra a legkényelmesebb elhelyezkedést biztosíthassák egy repülőgép pilótafülkéjében, vagy hogy az emberi mozgást minél jobban megközelítő robotokat fejlesszenek ki.
- Eljárásbionika – Biológiai folyamatok vizsgálata annak érdekében, hogy ezek mintájára hatékony eljárásokat dolgozhassanak ki a szükségletek jobb, gazdaságosabb kielégítésére. Ilyen például a fotoszintézis, amely egyebek között alapul szolgálhat a hidrogén és az oxigén vízből történő kivonásához.
- Eszközbionika – Szoros kapcsolatban áll a konstrukciós és a strukturális bionikával. A természetben megvalósult eszközök, technikák átültetésével foglalkozik ember alkotta eszközökbe. Egyes víziállatok például farokuszonyaik mozgatásával hajtják előre magukat, ennek mintájára alkottak meg sekély vízben is használható hajókat, ahol a szokásos hajócsavar nem lenne használható.
- Fejlődésbionika – Az evolúciós folyamatok tanulmányozása a műszaki hasznosítás érdekében, például olyan esetekben, amikor a komplex rendszerek matematikai megfogalmazása még nem áll olyan szinten, hogy azokat számítástechnikai módszerekkel szimulálni lehessen. Ilyenkor csak kísérleti eredményekre lehet támaszkodni.
- Infobionika – Az információs technológia és a biotechnológia egyesítése, az idegrendszer és az elektronikus készülékek kapcsolatának tanulmányozása, mindezek alapján célja bio-nano mérőeszközök és képalkotók létrehozása.[14]
- Klímabionika – A passzív szellőztetés, hűtés vagy fűtés rendszereinek felkutatása a természetben (pl. a termeszvárakban, egyes föld alatt élő állatok járataiban) és a tapasztalatok átvitele építészeti megoldásokba (levegőjáratok, tetőszerkezetek, pincerendszerek megfelelő kialakítása). Helyes alkalmazásukkal jelentős energiamegtakarítás érhető el.
- Konstrukciós bionika – A természetben fellelhető konstrukciós elemek tanulmányozása és mintájuk alapján az ember alkotta szerkezetek tökéletesítése. Ilyen például a csontok belső finomszerkezetének tanulmányozása, aminek alapján újszerű rácsos szerkezetek konstruálhatók.
- Molekuláris bionika – A természetben előforduló jelenségeknek a molekulák – főleg a biomolekulák – megfigyelésén alapuló vizsgálata. A molekuláris szerkezetek vizsgálata olyan újfajta anyagok létrehozására kínál lehetőséget, amelyek nagyon speciális tulajdonságokkal rendelkeznek vagy amelyek meghatározott szerkezeti követelményeknek tesznek eleget. A molekuláris bionika emellett lehetővé teszi új funkciók gyors, biztonságos és olcsó megvalósítását, például különböző anyagok kombinálásával.[15] A mikroelektronika és a nanotechnológia alkalmazásával megállapítatók és alakíthatók lettek a molekulák dinamikáját meghatározó elektromágneses kölcsönhatások és ennek eredményeként olyan készülékek állíthatók elő, amelyek az élő anyag mozgását kísérő fizikai jelenségeket már molekuláris szinten érzékelik. Ezen az alapon az élő anyaggal kölcsönhatásba lépő programozott gépek építhetők be az élő szervezetbe.[16]
- Mozgásbionika – Az áramlási viszonyok és a felületi kialakítás összefüggésének (a súrlódásnak) vizsgálata és az eredmények hasznosítása a folyadékokban és levegőben való mozgás energiaszükségletének csökkentésére. Ilyen vizsgálatok vezettek olyan anyagfelületek kialakítására, amelyek mintájául a rendkívül gyors úszásra képes cápák bőrének felületi szerkezete szolgált.
- Neurobionika – Célja az agy és a gerincvelő hibásan működő vagy sérült részeinek helyettesítése mesterségesen előállított, a szervezetbe beépített információfeldolgozó rendszerekkel.
- Strukturális bionika – Biológiai struktúraelemek elemzése. A kovamoszatok héjának szerkezeti felépítése nyomán például újszerű tetőszerkezeteket konstruáltak.
- Szenzorbionika – Az ingerek érzékelésének vizsgálatával foglalkozik. A denevérek például ultrahangot bocsátanak ki és érzékelik, hogy az a környezetükben levő tárgyról mennyi idő alatt verődik vissza – ebből következtetnek a köztük lévő távolságra. Ezen az alapon készítettek például gépkocsikra olyan érzékelőt, amelynek jeleiből megállapítható a másik autótól való távolság.

Mindezek célja természetesen az, hogy az új ismeretek birtokában újfajta tulajdonságú anyagokat, eszközöket, megoldási módokat lehessen kifejleszteni.

## A bionika módszerei
Módszertanát illetően a bionika kétféle eljárást ismer és alkalmaz:

Analóg bionika – „fentről lefelé” (top-down) folyamat
1. A probléma definiálása.
2. Analógiák keresése a természetben.
3. A természeten talált analógiák elemzése.
4. Megoldás keresése a problémára a természetből nyert ismeretek birtokában.

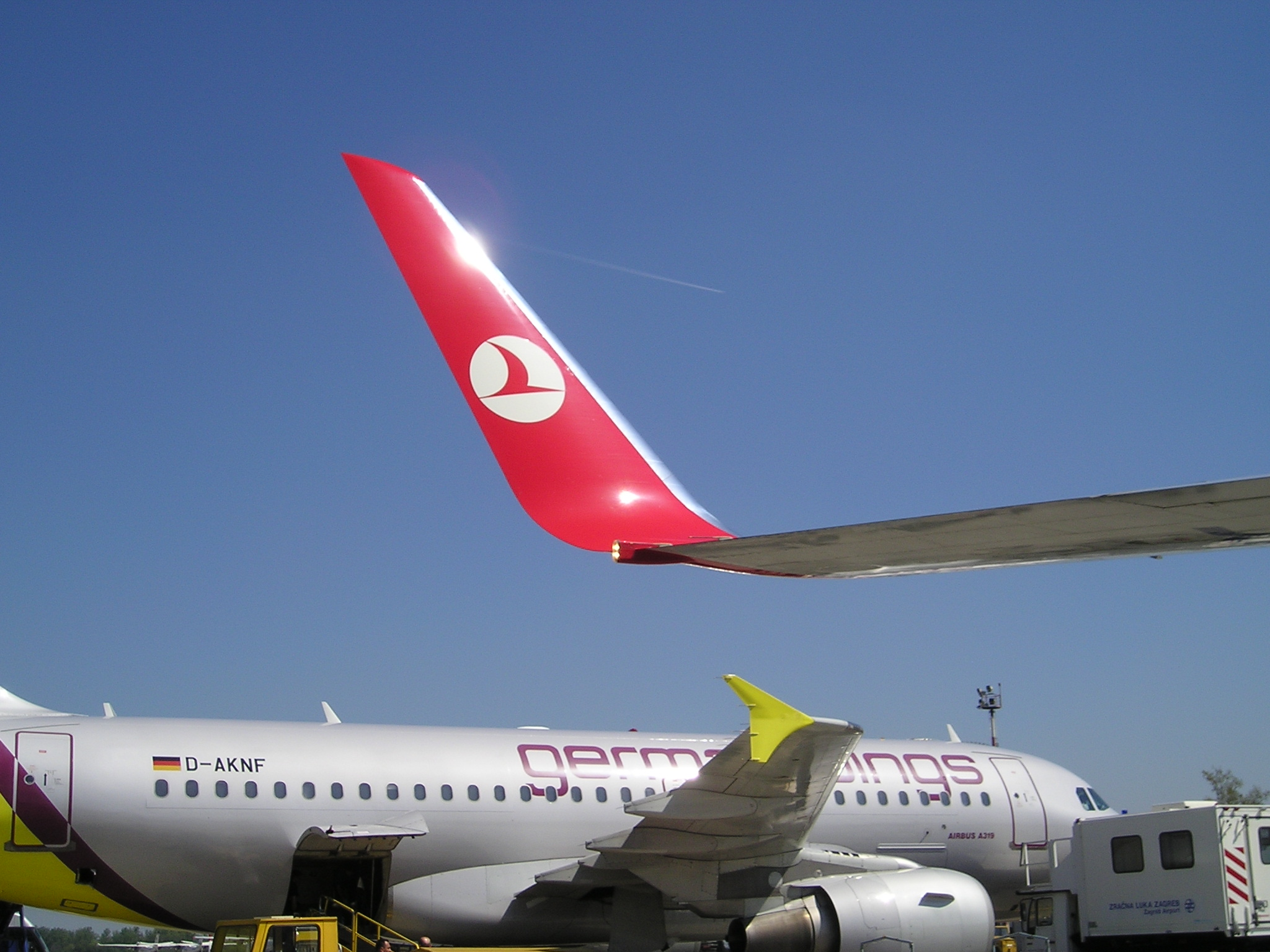
Felfelé hajlított szárnyvég (winglet)

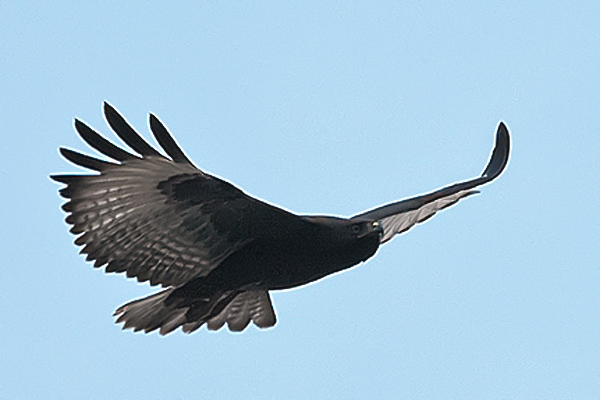
Egerészölyv repülés közben. Jól láthatók a felfelé hajló szárnyvégek

Példa erre a repülőgépek szárnyvégének egy újszerű megoldása. A repülőgépek szárnyainak végén erős turbulencia lép fel, ami megnöveli a légellenállást. A repülőgépgyárak erre kerestek megoldást. A kutatások során megfigyelték, hogy egyes madarak repülés közben szárnyaik végét felfelé hajlítják Ennek a megfigyelésnek az alapján fejlesztették ki az ún. wingletet (magyar elnevezése: szárnyvégi fül), amelynek segítségével jelentősen csökkentették a légellenállást és ezáltal a gép energiafogyasztását. A Festo német mérnökei még ennél is továbbmentek és a sirály repülés közbeni szárnymozgását a "SmartBird" projekt keretein belül sikeresen lemásolták, kiemelkedő aerodinamika hatásfokot érve el.
Absztraktív bionika – „lentről felfelé” (bottom-up) folyamat
1. Biológiai alapkutatás: a biomechanika és a biológiai rendszerek kutatása.
2. Egy elv felismerése és leírása.
3. Az elv absztrakciója, azaz elvonatkoztatása a biológiai előképtől és lefordítása nem szakmaspecifikus nyelvre.
4. A lehetséges műszaki alkalmazások megkeresése.
5. A műszaki alkalmazás megvalósítása.

A lótuszlevél felületének mikroszkopikus méretű kiemelkedésein a víz nem tud szétterülni

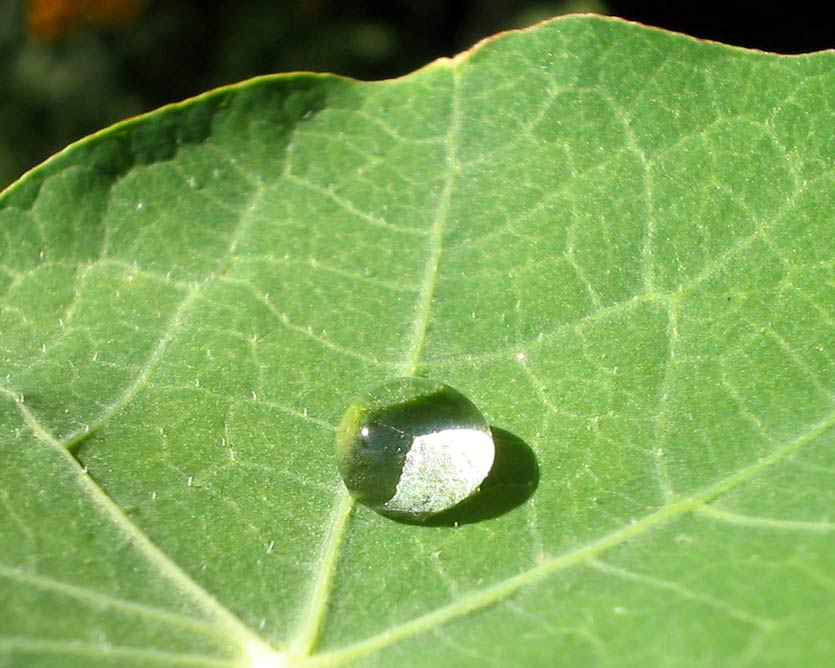
Vízcsepp a lótuszlevélen

Egy példa erre az a felismerés, hogy a lótusz növény leveleiről a víz lepereg és magával sodorja a rárakódott szennyeződéseket (lótusz-effektus), így a levél mindig száraz és tiszta. Ezt látva a kutatók megkeresték azokat a lehetséges területeket, ahol egy ilyen tulajdonságú anyag jól hasznosítható lehetne. Ebből alakultak ki az öntisztuló falfestékek, a gépkocsik szélvédőjén alkalmazott vízlepergető bevonatok, valamint azok a textilkikészítési eljárások, amelyek a kelméket vízlepergetővé és egyben öntisztulóvá teszik.
A bionika módszereinek alkalmazására háromféle eljárás használatos:
- Az előállítás természetes módszereinek lemásolása. Ilyen például a mesterséges szálasanyagok gyártásában a szálképzés megoldása, a selyemhernyó technikájának mintájára.[9]
- A természetben talált mechanizmusok imitálása. Egy példa: A nagyon gyors úszásra képes cápák bőrének felszínét kis, nagyon sűrűn elhelyezkedő pikkelyek borítják. Ezeken a pikkelyeken finom, mikroszkopikus méretű, éles szélű rovátkák vannak, amelyek iránya a vízáramlással párhuzamos és ezzel csökkentik a súrlódási ellenállást. Ennek alapján fejlesztettek ki különleges felületkiképzésű úszódresszeket[23] és hajótesteket.[24] Ez a súrlódáscsökkentő hatás levegőben is érvényesül, ezért repülőgépekre is ragasztanak olyan speciális fóliát (ez az ún. riblet-fólia, az angol riblet, azaz apró borda  szóból), amelynek külső felülete hasonló kiképzésű, mint a cápa pikkelyei, ezáltal szintén csökkentik a légellenállást.[25] Kísérletek folynak szélturbina-lapátokon való alkalmazására is.[26]
- A szervezési elvek tanulmányozása az élőlények szociális viselkedéséből, mint amilyen a madarak csoportba rendeződése, a hangyák és méhek képessége arra, hogy megtalálják a legrövidebb utat a táplálék „hazaszállítására” (raj-intelligencia).[27]

## A bionika oktatása Magyarországon
Magyarországon ez idő szerint (2010-es évek) két egyetem foglalkozik a bionika oktatásával.
- A Pázmány Péter Katolikus Egyetem Információs Technológiai és Bionikai Karán – a Semmelweis Egyetemmel együttműködve – 2008 óta folyik Molekuláris bionika mérnöki alapképzés (BSc; "Bachelor of Science"), 2012 óta Info-bionika mérnöki és Orvosi biotechnológia mesterképzés (MSc: "Master of Science").
- A Szegedi Tudományegyetem természettudományi és informatikai karán alapképzésben (BSc) a molekuláris bionika oktatásával foglalkoznak 2010 óta.